# Éogan Mór
Éogan Mór ou Eógan Már est selon les traditions pseudo historiques irlandaises un roi mythique du Munster qui règne au IIe siècle ou IIIe siècle ap. J.C. 

## Origine
Éogan porte un nom qui est aussi parfois attribué à son grand-père  Mug Nuadat sous les formes EóganTaidlech (i.e le souriant) ou Eógan Fitheccach.
Éogan Mór  est le fils  aîné de  Ailill Aulom et de Sabd, fille de Conn Cétchathach  et est considéré comme le fondateur du royaume du Munster et l'ancêtre de la dynastie des  Eóganachta dont il est l'éponyme.
Éogan serait de ce fait  l'ancêtre des rois Munster  et de leurs successeurs ceux du Desmond et du Thomond qui règnent jusqu'au XVIe siècle.
Selon les annales des quatre maîtres en 195 ap. J.C. il combat avec ses frères lors de la bataille de Mag Mucrana dans la plaine au sud-ouest d’Athenry (Comté de Galway) aux côtés de son oncle l'Ard ri Erenn Art Mac Cuinn contre Lugaid mac Con roi des Érainn qui vainqueur succéda à Art. Éogan est tué avec 6 de ses frères lors de combat.

## Union et postérité
De son union avec Moncha fille de Dil/Treth Grecraige il a un fils:
- Fiachu Muillethan.

## Sources
- (en) Edel Bhreathnach,  The Kingship and landscape of Tara  Editor Four Press Courts (Dublin 2005)  (ISBN 1-85182-954-7) table 9,  Early Éoganachta  p. 356-357.
- (en) Francis J. Byrne Irish Kings and High-Kings Four Court Press (Dublin 2001) réédition  (ISBN 1-85182-196-1).